# Quadra de tênis

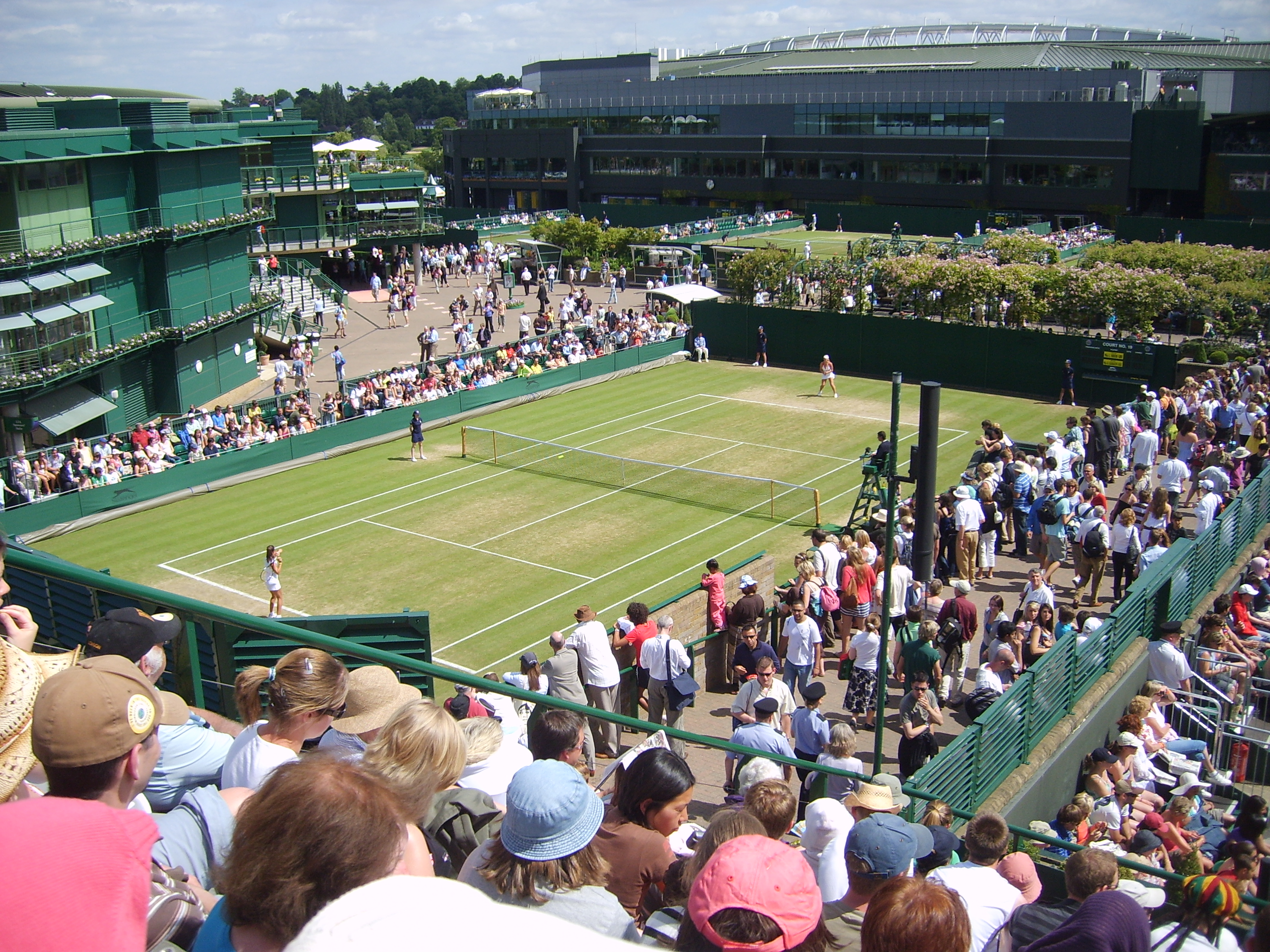
Uma quadra de tênis em Wimbledon, Londres.

Quadra de tênis (português brasileiro) ou campo de ténis (português europeu) ou court é o local onde se joga tênis. Se trata de uma área superfície retangular cruzada ao meio por uma rede baixa. A quadra deve estar preparada e marcada para praticar tanto em simples e para duplas.

## Dimensões

Dimensões da quadra de tênis

Tênis se joga em uma superfície retangular e plana, que pode estar construída por diversos materiais. A quadra tem 23 metros de comprimento. E de largura varia de acordo com o jogo: 
- Individual (8 metros) ou;
- Duplas (10 metros).[2]

O terreno necessita prever um espaço adicional nos lados e ao fundo, para alcançar as bolas do jogo além do limites das linhas, devendo regulamentarmente ser essas medidas de 3,65 metros e 6,40 metros, respectivamente, segundo o regulamento internacional.
A rede divisória deve encontrar-se a uma altura de 0,914 m no centro e 1,07 m nos postes de sustentação.
A quadra é dividida em dois lados, um para cada jogador ou dupla. Em cada lado existem dois «quadrados de saque», setores retangulares onde deverá colocar a bola a partir do serviço de saque, logo deve ser em diagonal, para que seja válido.

## Superfícies
Existem cinco tipos básicos de superfície das quais se pratica tênis, mas, só os quatro primeiros são de uso geral:
- Grama ou Relva;
- Saibro pó de tijolo, terra batida ou argila verde;
- Dura ou de cimento;
- Carpete;
- Madeira.